# Хлорогалум
Хлорогалум (лат. Chlorogalum) — род многолетних луковичных растений подсемейства Агавовые (Agavoideae), семейства Спаржевые (Asparagaceae).

## Описание
Листья прикорневые, линейные, часто по краям волнистые; стеблевые мелкие или совсем отсутствуют.
Соцветия метельчатые. Листочков околоцветника 6, белого, фиолетового или розового цвета. Тычинок 6; завязь верхняя, трёхгнёздная.
Плод — трёхгнёздная коробочка. Семена чёрного цвета, в количестве 2 шт в гнезде, редко 1.

## Распространение и экология
Представители рода распространены преимущественно в Калифорнии на сухих открытых равнинах, холмах или горных склонах, на глинистой или каменистой почве, также встречаются штате Орегон и в северо-западной Мексике.

## Систематика
По информации базы данных The Plant List, род включает пять видов.
- Chlorogalum angustifolium Kellogg — Хлорогалум узколистный
- Chlorogalum grandiflorum Hoover (рус. Хлорогалум крупноцветковый)
- Chlorogalum parviflorum S.Watson — Хлорогалум мелкоцветковый
- Chlorogalum pomeridianum (DC.) Kunth — Хлорогалум послеполуденный
- Chlorogalum purpureum Brandegee (рус. Хлорогалум пурпурный)